# Abraham Senior
Abraham Senior (em hebraico: אברהם שניור קורונל, Segovia, c. 1412 - c. 1493) foi um rabino, banqueiro, político judeu-espanhol, patriarca da família Coronel e o último rabino-mor da Espanha, alto cargo do Tesouro Nacional de Castela (almoxarife maior de Castela ou administrador real). Após o Decreto de Alhambra, onde os judeus foram forçados a escolher entre conversão, expulsão ou morte, Abraham Senior converteu-se ao cristianismo dada a sua condição de avançada idade, e passou a adotar o nome de Fernão, Fernán ou Fernando Perez Coronel, fundando a linhagem nobre dos Coronel. Morreu em 1493, um ano após a expulsão dos judeus pelo decreto.

## Biografia
Abraham Senior teve importância significativa na corte espanhola, figurando como um dos personagens centrais nas negociações que levaram ao casamento dos Reis Católicos em 1469 e na reconciliação entre a rainha Isabel de Castela e seu meio-irmão, Henrique IV de Castela. Gozava de especial consideração por parte da rainha Isabel que, em gratidão por seus serviços, lhe concedeu uma pensão vitalícia.
Por ocasião do Decreto de Alhambra que oferecia aos sefarditas a opção de exílio ou conversão ao catolicismo, Abraham Senior tentou intervir, valendo-se de sua influência sobre os Reis Católicos, contando com a ajuda de seu amigo Isaac Abravanel. Senior e Abravanel clamaram pela revogação do decreto, oferecendo fortunas, sem êxito. Por ter 80 anos na época do decreto, Senior optou pela conversão, enquanto Isaac Abravanel decidiu deixar o reino.
Em uma cerimônia intensamente divulgada como estratégia política, ocorrida no dia 15 de junho de 1492, Abraham Senior teve como padrinhos os reis em pessoa. Após a conversão, adotou o nome de seu padrinho, o rei Fernando e o sobrenome Coronel.
Um dos mais dedicados pesquisadores brasileiros sobre a biografia de Senior é o genealogista Cândido Pinheiro Koren de Lima que, em seu livro O Legado do Rabino Abraham Senior, informa que o personagem em questão foi um judeu responsável pela captação dos impostos na Espanha que, por ocasião do Decreto de Alhambra que determinava exílio ou conversão ao cristianismo, optou por esta última por ser já de idade avançada. Adotando o nome de Fernão Peres Coronel, tornou-se o primeiro deste sobrenome. Alguns de seus descendentes deixaram a Península Ibérica, deixando longa linhagem especialmente na Região Nordeste do Brasil.

## A familia Senior
A família Senior, Senneor ou Seneor e a sua comitiva formaram um importante grupo financeiro que a partir da década de 1460 conseguiu arrendar as principais receitas fiscais da Coroa de Castela , negócio no qual permaneceram durante o resto do século. Eles também intervieram na política, apoiando o que algumas fontes chamam de partido burguês , defendendo os interesses das cidades artesãs do centro de Castela, governadas por um patriciado urbano da baixa nobreza e da burguesia (como a própria Segóvia). Nesse grupo destacou-se a presença de um bom número de parentes pessoais de Abraham Senior: seu parente Andrés Cabrera ( mordomo do rei Henrique IV de Castela ), a esposa de Andrés, Beatriz de Bobadilla (senhora da então princesa Isabel ), e Alonso de Quintanilla , Contabilista-Chefe, a quem o Infante Alfonso confiou a fundação de uma fábrica de moeda em Medina del Campo (cidade enriquecida graças às feiras). Uma das consequências da actividade deste partido foi a criação da Santa Irmandade (1476), promovida por Quintanilla, da qual Abraham Senior tornou-se tesoureiro em 1488.

## Seu papel na corte de Isabel, a Católica
A sua posição na corte foi tão importante que não se limitou às funções de coletor-mor do reino: em 1469 interveio decisivamente nas negociações para o casamento dos Reis Católicos , em 1473 na reconciliação entre Isabel e o seu meio-irmão Henrique IV, e em 1474 na entrega do Alcázar de Segóvia (cujo alcaide era Andrés Cabrera). Conquistou elevado nível de confiança por parte de Isabel, que, agora rainha, em agradecimento pelos seus importantes serviços, dotou-o de uma pensão vitalícia de 100.000 maravedis, confirmada em 1480 a pedido do confessor real Fernando de Talavera . Foi nomeado juiz supremo da aljama (comunidade judaica) de Segóvia e “ rab do la corte” (“rabi” ou “ rabino maior de Castela”). Ele era tão respeitado pelas mais altas autoridades que as Cortes de Toledo de 1480, presentearam-no com 50.000 maravedis com os rendimentos arrecadados por ele mesmo. Na cobrança de impostos esteve associado a Isaac Abravanel, de quem se tornou amigo íntimo depois de o ter tomado sob a sua protecção quando Abravanel foi obrigado a abandonar Portugal em 1483. Na Guerra de Granada ambos desempenharam um valioso papel financeiro, e Abraham ocupou o cargo de fator-geral. Seneor e Abravanel tiveram importante papel em coletar impostos e provisões para o exercito de Isabela, enquanto Samuel Aboulafia era encarregado do recrutamento. Ambos também fizeram esforços em favor do projeto de expedição transatlântica de Cristóvão Colombo que culminou no Descobrimento das Américas.
Ele interveio ativamente em apoio à causa da comunidade judaica, que estava sendo submetida a uma pressão cada vez maior. Graças aos seus esforços, uma grande soma foi arrecadada entre os aljamas castelhanos para permitir aos judeus capturados na tomada de Málaga a continuidade no exercício da sua religião. Naquela ocasião, ele foi acusado de ter vendido as joias das mulheres cativas para acrescentar aquela quantia ao resgate. Depois de conseguir atrasar a decisão de expulsar os judeus de Espanha, há muito considerada pelos reis,  e tendo em vista a publicação definitiva do Édito de Granada (31 de março de 1492), Abraham Senior e Isaac Abravanel solicitaram a revogação do édito em troca de grandes quantias de dinheiro, ou qualquer motivo para exclusão. Diante da recusa da rainha, Senior (um idoso de 80 anos) optou pela conversão, enquanto seu amigo Abravanel (de 65 anos) optou por preservar sua religião e partiu para Nápoles .
Esperava-se grande repercussão da conversão de Abraham Senior e esta respondeu à estratégia política dos Reis Católicos,  pelo que foi cuidadosamente encenada, divulgada e rodeada de todo o tipo de solenidades, numa cerimónia que teve lugar em 15 de Junho de 1492 no Mosteiro de Guadalupe,  sendo ambos os reis os padrinhos do batismo, e o oficiante sendo o primaz da Espanha . A partir de então passou a levar o nome de batismo de seu padrinho, Fernando (Ferrán ou Ferrad), e os sobrenomes Pérez Coronel (escolhido porque está extinta uma linhagem nobre com o sobrenome Coronel, embora haja quem o interprete como uma mensagem criptojudaica ), junto com o reconhecimento real de Hidalguía de um sítio conhecido , um fato excepcional.  Com Senior foi batizada toda a sua família, entre os quais estava o seu genro (ou segundo outras fontes o seu cunhado ou o seu sogro) o rabino e cobrador de impostos Meir , Meír ou Mayr Malamed.
Após a conversão, cuja sinceridade foi objeto de debate,  poucos dias depois ocupou  cargos de vereador de Segóvia, membro do Conselho Real e contador-chefe do Príncipe Don Juan.  Durante a expulsão continuou a manter um papel financeiro fundamental nas relações com a comunidade judaica que teve de deixar Espanha em conformidade com uma legislação económica muito restritiva; Assim nos anos seguintes a família Coronel reivindicou e obteve dos reis a cobrança de quantias substanciais que tiveram origem nestas operações ( falências judaicas ). 24
Até 1494, quando os soberanos decretaram transferir todos os privilégios anteriormente gozados pela companhia de Fernão Nunez Coronel, para a sua empresa rival [a de García de Pisa ]; Esta medida foi uma resposta para condenar a principal empresa financeira do reinado dos Reis Católicos, pelas actividades fraudulentas que vinham realizando. A partir desse momento, a empresa Gutiérrez de Madrid , Villarreal e Pisa gozaria de privilégios semelhantes aos anteriormente desfrutados pela empresa de Fernão Nunez Coronel, permitindo-lhes leilões monopolistas e a quase total ausência de fiadores.

## Os Coronel nos séculos seguintes
Os Coronel continuaram a ser uma das famílias mais proeminentes de Segóvia no  século XVI. Em 1493, os filhos de Abraham/Fernando, Juan Pérez Coronel e Íñigo López Coronel, herdaram a sua posição na parceria comercial com Luis de Alcalá e Mayr/Fernán.  Íñigo também foi vereador de Segóvia, e durante a revolta das Comunidades foi tesoureiro dos rebeldes.  Uma de suas filhas, María Coronel , casou-se com Juan Bravo , futuro líder da comunidade segoviana, em 1510. 29
Participou da segunda viagem de Colombo um Pedro Fernández Coronel , provavelmente filho de Fernán Núñez Coronel, que se referiu a ele em termos elogiosos, e nomeou-o Xerife Chefe destas Índias (com um salário de 15.000 maravedis por ano). Retornando à Espanha, atuou como um dos padrinhos na cerimônia de batismo dos primeiros indígenas americanos, dando seu nome ao índio Pedro (29 de julho de 1496, curiosamente, no mesmo mosteiro de Guadalupe onde ele próprio foi batizado há alguns anos antes).
A casa de Abraham Senior em Segóvia, na Judiaria ou bairro dos Coronel , que chegou a abrigar uma sinagoga-oratório,  foi convertida em convento de franciscanos em 1902, e atualmente abriga o Centro Didático da Judiaria.  No Mosteiro de El Parral ainda se conserva a capela do Calvario , pertencente à família Coronel, com os túmulos de Abraham/Fernando, de seu irmão Pablo Coronel (secretário do Cardeal Cisneros e professor de hebraico na Universidade de Alcalá , onde participou da Bíblia Poliglota Complutense) e sua neta, María Coronel.  Outros membros proeminentes da família Coronel foram Luis Nunez Coronel (sobrinho de Abraham, teólogo, professor da Sorbonne , secretário de Alonso de Fonseca e amigo de Erasmo de Roterdã) e Pablo Nunez Coronel (professor da Sorbonne e reitor do Colégio Montagut , onde também conhece Erasmo). Um vizinho dos Coronel, e também cristão-novo, era o destacado médico Andrés Laguna.
A fama dos Coronéis era tão difundida que, já no  século XVII, o escritor Francisco de Quevedo utilizou o seu apelido (com conotações óbvias para os leitores atentos da época) numa personagem de El Buscón : Diego Coronel, um nobre estudante do serviço . de onde entra o protagonista e com quem sofre suas famosas desventuras universitárias.
Nem todos os descendentes do Rabino Abraham Senior, também conhecido como Fernão Pérez Coronel, abraçaram de fato o catolicismo. Alguns foram denunciados como novos judaizantes cristãos (judeus secretos) e, punidos pela Inquisição, perderam seus bens e foram até deportados para o Brasil. Outros descendentes fugiram para terras mais tolerantes com os judeus, como Duarte Saraiva (nascido em 1572), que fugiu para a Holanda, onde adotou o nome de David Coronel Senior e posteriormente foi para o Brasil, onde foi considerado o homem mais rico do Brasil Holandês. O Rabino Menasseh Ben Israel (1604–57) dedicou seu livro, Conciliador, a Coronel. Os descendentes de Coronel estão espalhados pelo mundo, alguns em Israel, outros no Brasil, Equador, México, Venezuela, Holanda e Estados Unidos.

## O último Exilarca
De acordo com o professor Haim Beinart em 'A Expulsão dos Judeus da Espanha' (p. 420), fez-se referência a Don Abraham Senior, em uma carta de 1487 dos Judeus de Castela aos Judeus de Roma e Lombardia , como 'o Exilarca que está sobre nós. 'Exilarca' significa 'Príncipe do Cativeiro' ou 'Cabeça do Exílio' (ou seja: de jure o Rei dos Judeus no Exílio), um título que data do Exílio Babilônico de 597-538 AC. C. que parece ter sobrevivido na Mesopotâmia até Tamerlão, o Grande, saquear Bagdá em 1401. O título era hereditário e exclusivo da Casa de David (ver II Reis xxv. 27 e I Crônicas iii. 17 e seguintes), mas era eletivo entre os membros imediatos do sexo masculino dessa família e sujeito à aprovação rabínica.
Dado que o título parece nunca ter sido concedido (ou usado para descrever) alguém que não é reconhecido pelas autoridades rabínicas como sendo de ascendência davídica, e que o uso indevido de tal título teria sido altamente improvável, é razoável inferir que Don Abraham era descendente de um dos ramos da Casa de David que remonta à Espanha (ver a Enciclopédia Judaica) e que recebeu o título na tentativa de reviver o Exilarcado depois que ele deixou de ser reconhecido na Mesopotâmia, como aconteceu no Egito em 1081. (Graham Senior-Milne)

## Descendentes Notáveis
O cantor Chico Buarque e seu pai, o historiador Sérgio Buarque de Holanda são descendentes documentados de Abraham Senior.
O ator e cineasta brasileiro Paulo Leão também é, pelo lado paterno, descendente documentado de Abraham Senior.
Em um de seus livros, o pesquisador Cândido Pinheiro Koren de Lima levanta a hipótese, sem provas, de que a portuguesa Branca Dias, processada pelo Tribunal do Santo Ofício de Lisboa e fugida para o Brasil no período colonial, pudesse ter sido descendente de Abraham Senior ou de um de seus irmãos:
Uma pista sobre a origem familiar fornece-nos a filha Andreza Jorge que nos afirma chamar-se a mãe Branca Dias Coronel (...) que remete sua origem ao último rabino-mor da Espanha, Abraham Senior (...) (Branca Dias, Tomo I, página 25 - Fundação Gilberto Freyre: 2012).
O político israelense David Coren (1917-2011) também é descendente de Abraham Senior, assim como a maioria das pessoas que carregam os sobrenomes Koren, Coren ou Coronel.

## Reparação Histórica
Entre 2015 e 2019, o governo espanhol aprovou uma lei cujo objetivo era o de conceder cidadania aos descendentes de judeus prejudicados pelo Decreto de Alhambra. Pretendeu-se, assim, reparar os danos causados pela perseguição religiosa. Ao longo destes anos, mais de 130 mil pessoas de todo o mundo apresentaram requisição, demonstrando serem descendentes de sefarditas, dentre os quais vários brasileiros. 